# Félix Alvarado
Félix Manuel Alvarado Browning (Ciudad de Guatemala, 31 de octubre de 1962) es un médico, consultor, columnista y político guatemalteco que se desempeñó como ministro de Comunicaciones, Infraestructura y Vivienda de Guatemala de mayo a noviembre de 2024 en el gabinete de Bernardo Arévalo.

## Biografía
Nació el 31 de octubre de 1962 en la Ciudad de Guatemala. Egresó como Médico y Cirujano por la Universidad de San Carlos de Guatemala. Posee una maestría en Administración Pública por el Instituto Nacional de Administración Pública (Guatemala) y un doctorado en Administración Pública por la Universidad del Estado de Nueva York en Albany. 
Milita desde 2017 en el partido político Movimiento Semilla. Entre marzo y mayo de 2024 ocupó el cargo de coordinador del programa «Avenidas para el Buen Vivir» de la Secretaría Privada de la Presidencia de la República de Guatemala.
Ha sido miembro del directorio de Online Learning Initiative, una organización sin fines de lucro dedicada al aprovechamiento de recursos educativos abiertos para la educación. Alvarado escribió por casi una década Sin Excusas, una columna de comentario político y social en el diario digital guatemalteco Plaza Pública.
El presidente Bernardo Arévalo anunció su nombramiento como ministro de Comunicaciones, Infraestructura y Vivienda el 20 de mayo de 2024. En lo que se percibió como la primera crisis del gobierno de Arévalo, Alvarado presentó su renuncia al cargo el 15 de noviembre de 2024 aduciendo «discrepancias con el presidente sobre la manera en la que se debe de dirigir la cartera».
Dos días tras aceptarse su renuncia, el Ministerio Público de Guatemala, una entidad que bajo Consuelo Porras, su actual jefa, ha sido señalada por su persecución sistemática al partido Semilla, allanó la vivienda de Alvarado e incautó equipo y documentos de identidad, en una operación que ha sido cuestionada.